# John Alexander Hammerton
Pour les articles homonymes, voir Hammerton.
John Alexander Hammerton, né le 27 février 1871 à Alexandria (Écosse) et mort le 12 mai 1949 à Mayfair (Londres), est un encyclopédiste et écrivain britannique,.

## Biographie
Journaliste à Nottingham, il y rencontre pour la première fois celui qui deviendra son collaborateur et ami de toujours, Arthur Mee. En 1905, Hammerton rejoint l' Amalgamated Press d'Alfred Harmsworth. Avec Mee, ils produisent le Harmsworth Self-Educator.
Hammerton contribue à la première édition de The Children's Encyclopædia (en) de Mee, une série bimensuelle qui parait de 1908 à 1910 avant d'être publiée en huit volumes. Sa contribution consiste à compiler des articles sur les « Livres célèbres » et la « Poésie ».
La plus grande réalisation d'Hammerton sa Harmsworth's Universal Encyclopaedia. Elle est d'abord publiée sous forme de série bimensuelle de 1920 à 1922. L'Encyclopédie se vend à 12 millions d'exemplaires dans tout le monde anglophone. Une partie du contenu est reformatée sous forme d'articles dans une série ultérieure de six volumes d'auto-amélioration de Hammerton intitulée Practical Knowledge for All.
De 1914 à 1919, Hammerton est co-éditeur avec Herbert Wrigley Wilson de la revue The Great War: The Standard History of the All-Europe Conflict, publiée par Amalgamated Press.
Le premier volume de The Great War se concentre sur la justification de l'entrée de la Grande-Bretagne dans la Première Guerre mondiale et sur l'encouragement du peuple britannique à s'engager et à se battre. Dans son intégralité, The Great War compte 13 volumes.
En 1933, A Popular History of the Great War de Hammerton (en six volumes) sort. Dans son introduction au volume 1, Hammerton discute de la série précédente sur la Première Guerre mondiale : « Bien qu'elle reste une mine d'informations pour les futurs étudiants de cette période, « The Great War », comme on appelait cet ensemble de treize volumes massifs, nécessiterait désormais être largement réécrit à la lumière des connaissances ultérieures ».
Hammerton décrit ainsi A Popular History comme « incarnant l'essentiel des révélations et des documents officiels d'après-guerre ».
- Tome 1 : La Première Phase : 1914
- Tome 2 : Extension de la Lutte : 1915
- Tome 3 : Les Alliés aux abois : 1916
- Tome 4 : Une année d'usure : 1917
- Tome 5 : L'année de la victoire : 1918
- Tome 6 : L'Armistice et après

A Popular History contient 3 840 pages de texte, 100 cartes et diagrammes et 800 photographies.
Pendant la Seconde Guerre mondiale, Hammerton édite avec le major-général Charles Gwynn, The Second Great War - A Standard History. Le livre est initialement publié en 104 parties, d'abord bimensuellement puis mensuellement pendant plus de cinq ans, redevenant bimensuelle au cours de la dernière année de production. Les éditions rassemblées ont été publiées en 9 volumes en 1947.
Hammerton a ensuite édité une biographie de J. M. Barrie et des études sur Charles Dickens et Robert Louis Stevenson. Il a également écrit Other Things than War: Musings and Memories (1943) et une autobiographie, Books and Myself (1944).
Il édite aussi Punch Library of Humour, une série de livres de volumes de croquis sélectionnés du Punch Magazine, décrits comme « la crème de notre humour national, apportée par les maîtres du dessin de bande dessinée et les meilleurs esprits de l'époque ».
Mee meurt en 1943. En 1946, Hammerton écrit sa biographie intitulée Child of Wonder.